# Pericallia dentata
Pericallia dentata är en fjärilsart som beskrevs av Walker 1855. Pericallia dentata ingår i släktet Pericallia och familjen björnspinnare. Inga underarter finns listade i Catalogue of Life.